# Богомолови
Богомо́лови (рос. Богомоловы) — присілок у складі Котельницького району Кіровської області, Росія. Входить до складу Котельницького сільського поселення.
Населення становить 23 особи (2010, 33 у 2002).
Національний склад станом на 2002 рік — росіяни 100 %.